# 플립 디스크 디스플레이

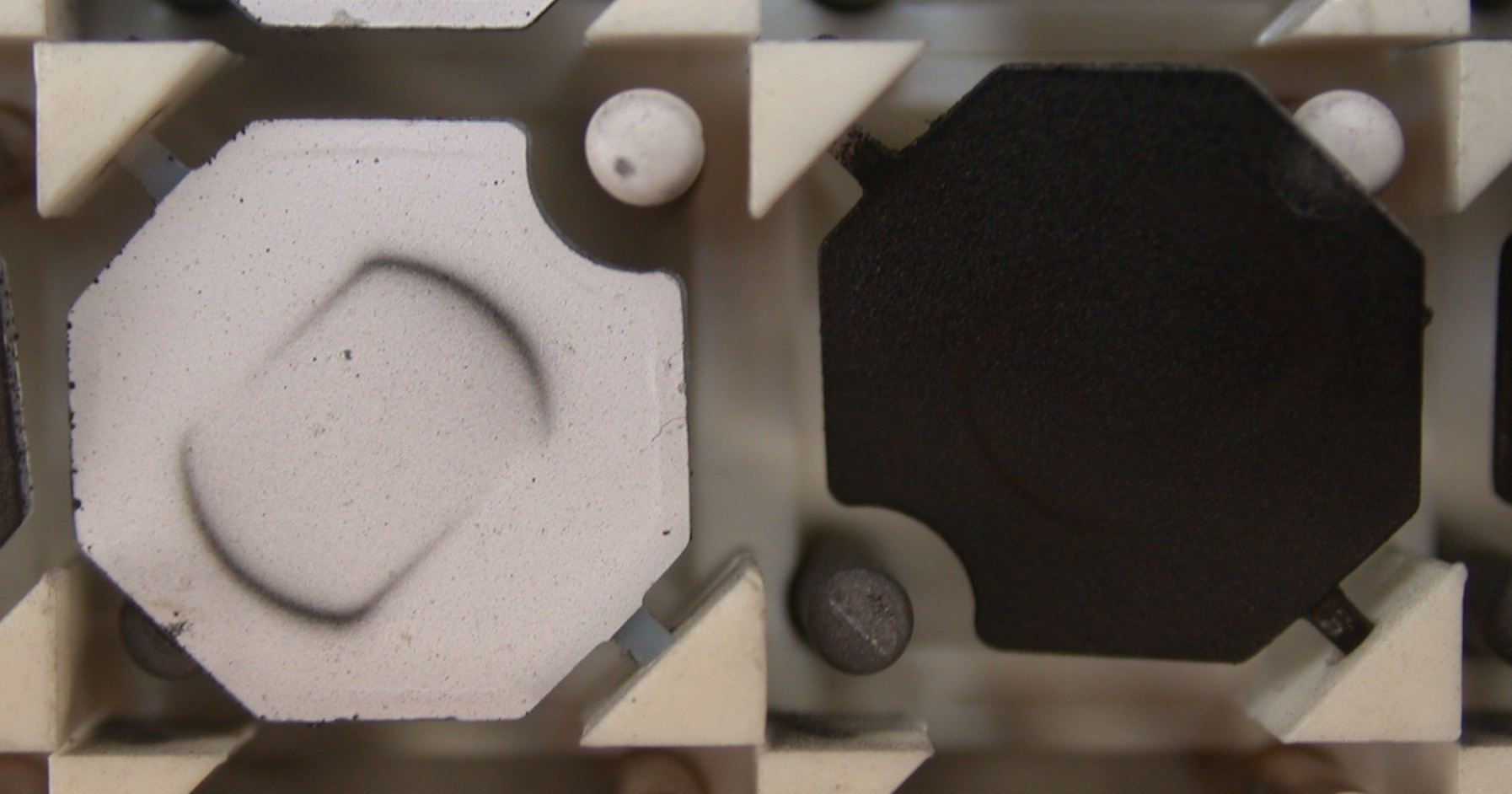
플립 디스크 디스플레이 요소 (클로즈업). 디스크는 두 개의 삼각형 기둥에 지지된 샤프트에서 회전한다. 회전을 구동하는 자석은 디스크에 내장되어 있다. 디스크 아래에는 구동 솔레노이드가 있다. 전원이 공급되면 두 기둥에 자기장이 유도되어 디스크가 뒤집힌다. 디스크가 기둥에 닿으면 회전이 멈춘다.

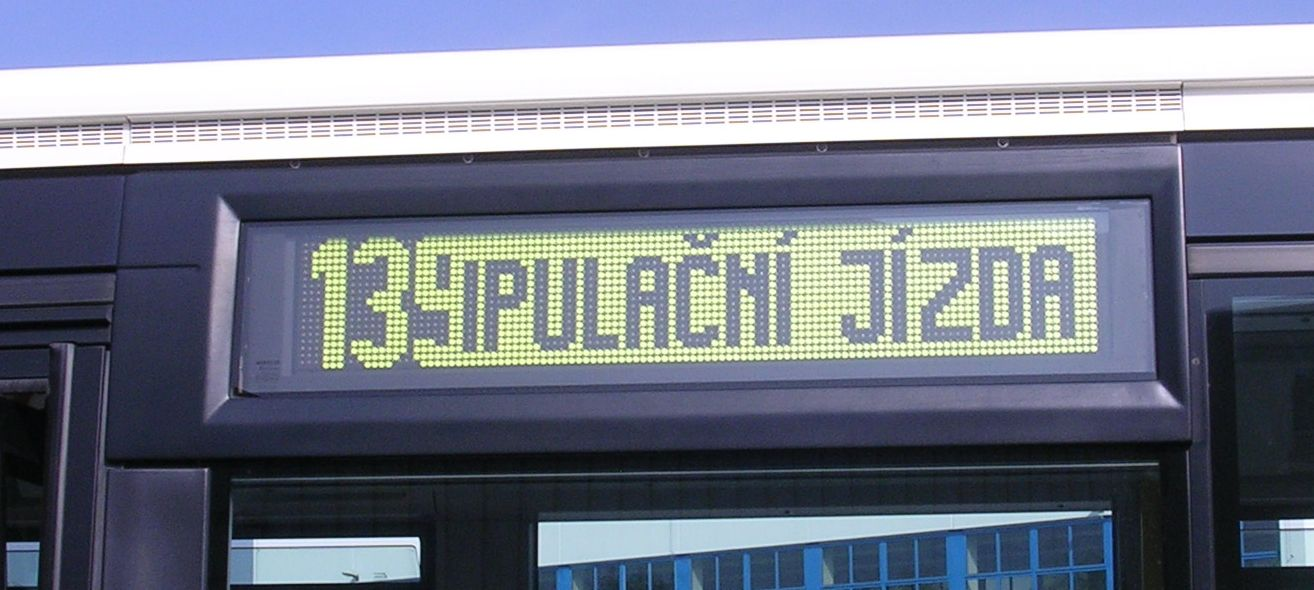
2004년에 제작된 이리버스 시티버스 18M 버스의 DOT-LED 디스플레이로, 보드를 가로질러 글자가 스크롤되는 동안 촬영되었다.

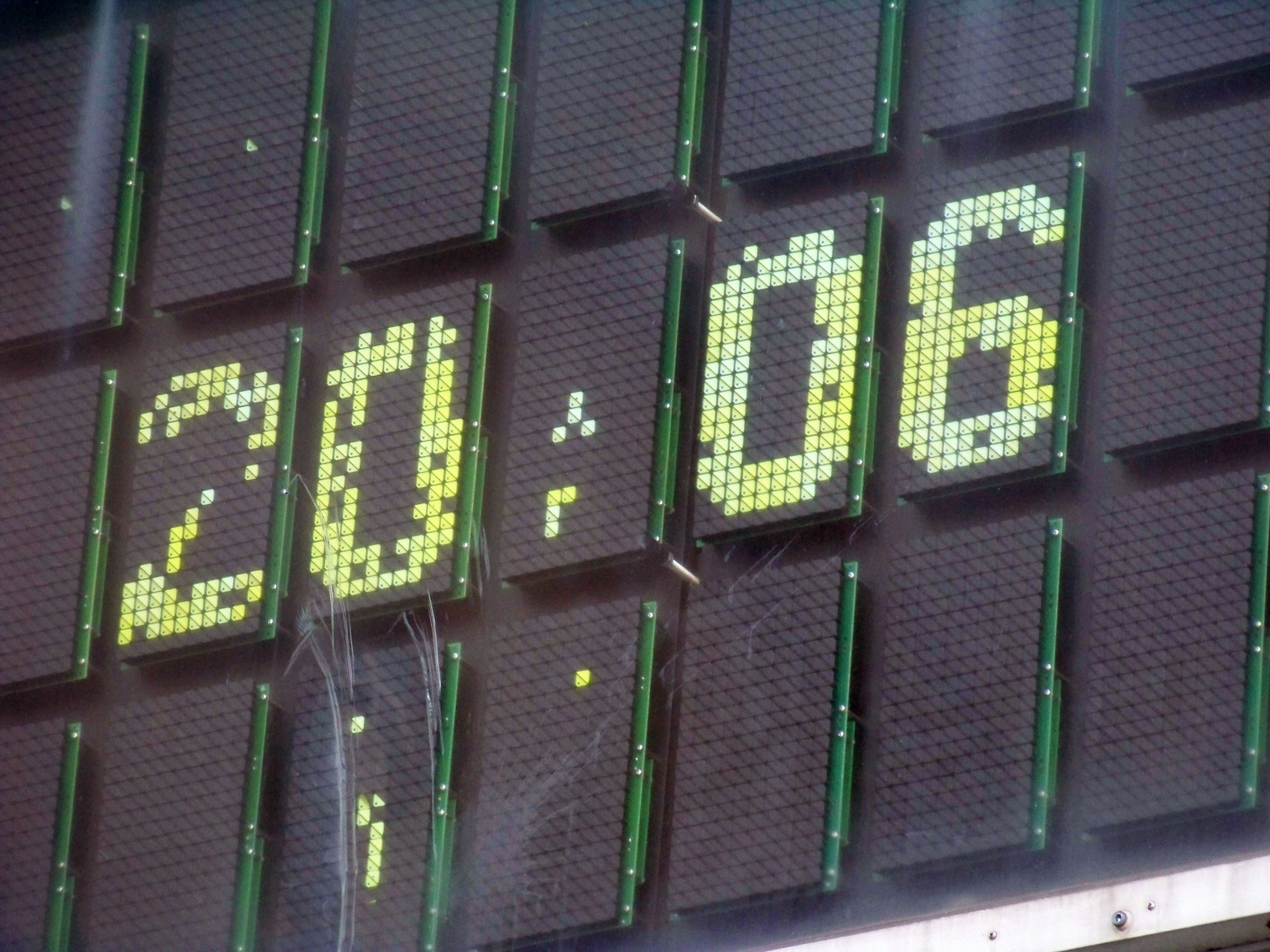
결함 있는 점은 플립 디스크 디스플레이의 전형적인 오작동이다.

플립 디스크 디스플레이(영어: Flip-disc display, 또는 플립 도트 디스플레이(flip-dot display))는 대형 옥외 간판, 특히 직사광선에 노출되는 간판에 사용되는 전기기계식 도트 매트릭스 디스플레이 기술이다. 플립 디스크 기술은 북아메리카, 유럽, 오스트레일리아 전역의 버스와 기차의 외부 행선안내판과 고속도로의 도로전광표지에 사용되었다. 또한 공공 정보 디스플레이에도 광범위하게 사용되었다. 몇몇 퀴즈쇼에서도 플립 디스크 디스플레이를 사용했는데, 캐나다의 Just Like Mom, The Joke's on Us, Uh Oh!와 같은 쇼뿐만 아니라, 특히 1976년부터 1995년까지의 미국 퀴즈쇼 Family Feud와 1980년부터 2002년까지의 영국 버전 Family Fortunes에서 두드러지게 사용되었다. 폴란드 버전의 Family Feud인 Familiada는 스웨덴 버전의 쇼에서 구입한 이 보드를 여전히 사용하고 있다.

## 설계
플립 디스크 디스플레이는 한쪽은 검은색이고 다른 쪽은 밝은 색(일반적으로 흰색 또는 형광 노란색)인 작은 금속 디스크들의 격자로 구성되어 있으며, 검은색 배경에 배치된다. 전원이 공급되면 디스크가 뒤집혀 다른 면을 보여준다. 일단 뒤집히면 디스크는 전원 없이도 그 위치를 유지한다.
디스크는 작은 영구 자석을 운반하는 축에 부착된다. 자석 가까이에는 솔레노이드가 배치되어 있다. 적절한 전기 극성으로 솔레노이드 코일에 펄스를 가하면 축의 영구 자석이 자기장에 정렬되면서 디스크도 회전한다. 다른 방식은 디스크 자체에 자석을 내장하고, 디스크를 뒤집기 위해 끝이나 측면에 별도의 솔레노이드를 배치한다.
컴퓨터화된 구동 시스템은 일반적으로 문자 데이터를 읽고 적절한 디스크를 뒤집어 원하는 디스플레이를 생성한다. 일부 디스플레이는 솔레노이드의 다른 끝을 사용하여 리드 스위치를 작동시키는데, 이는 디스크 뒤의 LED 배열을 제어하여 밤에도 보이는 디스플레이를 만들지만 추가적인 구동 전자 장치가 필요하지 않다.
다양한 구동 방식이 사용된다. 이들의 기본 목적은 솔레노이드를 구동하는 데 필요한 배선 및 전자 장치의 양을 줄이는 것이다. 모든 일반적인 방법은 솔레노이드를 어떤 종류의 매트릭스로 연결한다. 한 가지 구동 방식은 자기코어 메모리와 유사하다. 솔레노이드는 간단한 매트릭스로 연결된다. 두 개의 전원이 공급되는 전선의 교차점에 있는 솔레노이드는 디스크를 뒤집기에 충분한 전류로 구동된다. 수직 또는 수평선에만 전원이 공급되는 솔레노이드는 필요한 힘의 절반만 받는다(전기 선속은 전류에 비례하고 전류는 전압에 비례하므로). 전원이 공급되지 않는 라인의 솔레노이드도 뒤집히지 않는다.
일반적으로 구동 방식은 위에서 아래로 작동하여 각 수평선을 "켜고" 필요한 수직선을 켜서 해당 행을 설정한다. 전체 과정은 몇 초가 걸리며, 이 시간 동안 디스크가 뒤집히는 소리는 매우 독특하다.
다른 구동 방식은 다이오드를 사용하여 구동되지 않는 솔레노이드를 격리하는데, 이는 상태를 변경해야 하는 디스크만 뒤집히도록 한다. 이 방식은 전력을 덜 사용하며 더 견고할 수 있다.

## 역사
플립 디스크 디스플레이는 트랜스 캐나다 항공 (오늘날의 에어 캐나다)의 요청으로 페란티-팩카드의 케년 테일러가 개발했다. 이 시스템이 1961년에 특허를 받았을 때, TCA는 이미 관심을 잃었고 페란티의 경영진은 이 프로젝트를 그다지 흥미롭게 생각하지 않았다.
이 시스템의 첫 번째 큰 기회는 1961년 몬트리올 거래소가 거래 정보 표시 방식을 현대화하기로 결정했을 때 찾아왔다. 페란티-팩카드와 웨스팅하우스 모두 이 프로젝트에 입찰했으며, 웨스팅하우스는 전기 발광 기술을 사용했다. 페란티는 거래소의 새 사무실 건너편의 버려진 창고에 직접 만든 모형으로 시스템을 시연한 후 계약을 따냈다. 모형에는 손으로 그린 점들을 손으로 움직여 시스템이 어떻게 작동하는지 보여주었다. 점들은 사용 가능한 작동 모듈로 서서히 교체되었다. 700,000달러(2022년 기준 $6,060,000에 해당) 시스템은 지연과 기술적인 문제에 시달렸지만, 완전히 작동하게 된 후에는 매우 신뢰할 수 있는 것으로 평가되었다.
이 시스템은 수동 제작으로 인해 비교적 비쌌는데, 주로 여성들이 자기코어 메모리 제작과 매우 유사한 방식으로 디스플레이를 "꿰매는" 방식으로 완성되었다. 더 나쁜 것은, 페란티가 1971년에는 월 12,000달러의 손실을 보는 유지보수 계약을 체결했다는 것이다. 엔지니어링 및 유지보수 부서의 재편성이 문제를 해결했고, 가격은 하락하기 시작했다. 1977년에는 이 시스템이 전 세계 주요 증권 거래소의 절반에서 판매되었다.
가격이 하락함에 따라, 이들은 곧 더 넓은 역할, 특히 고속도로 표지판 및 대중교통 정보 시스템에서 발견되었다. 유럽과 미국에서는 동일한 기술을 기반으로 한 베인 디스플레이가 주유소에서 가격을 표시하는 데 인기를 얻었다. 1974년 페란티는 버스와 기차의 전면에 더 작은 버전을 만들기 위한 프로젝트를 시작했고, 1977년에는 이로부터 얻는 수익이 다른 사업 분야의 수익을 이미 넘어섰다. 디스플레이는 "고착된" 디스크를 해제하기 위해 사소한 유지보수가 필요한 경우가 많았다.

## 대체 기술

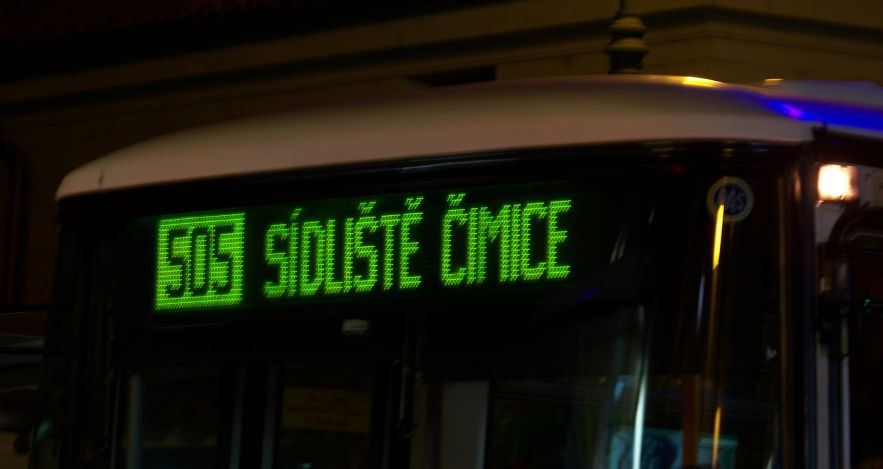
야간의 DOT-LED 디스플레이

플립 디스크 시스템은 여전히 널리 사용되지만 새로운 설치에서는 자주 발견되지 않는다. 그 자리는 LED 기반 제품이 채웠는데, 이들은 메시지가 변경될 때마다 전력을 소비하는 대신 지속적으로 소량의 전력을 사용하지만, 밝은 곳과 어두운 곳 모두에서 쉽게 보이며, 움직이는 부품이 없어 유지보수가 거의 필요하지 않다.
일부 제조사들은 플립 도트와 LED 기술을 함께 사용하는 복합 디스플레이(모든 도트 디스크에 자체 LED가 있음)를 제공하여 그들의 장점을 결합한다. 예를 들어, 블란스코의 체코 회사 BUSE는 중부 및 동유럽에서 자체 특허를 받은 DOT-LED 디스플레이(DOT 전용 및 LED 전용 모두)를 공급한다. 이 복합 기술은 대부분의 신형 버스와 트램의 외부 디스플레이에 사용되었다.

## 응용

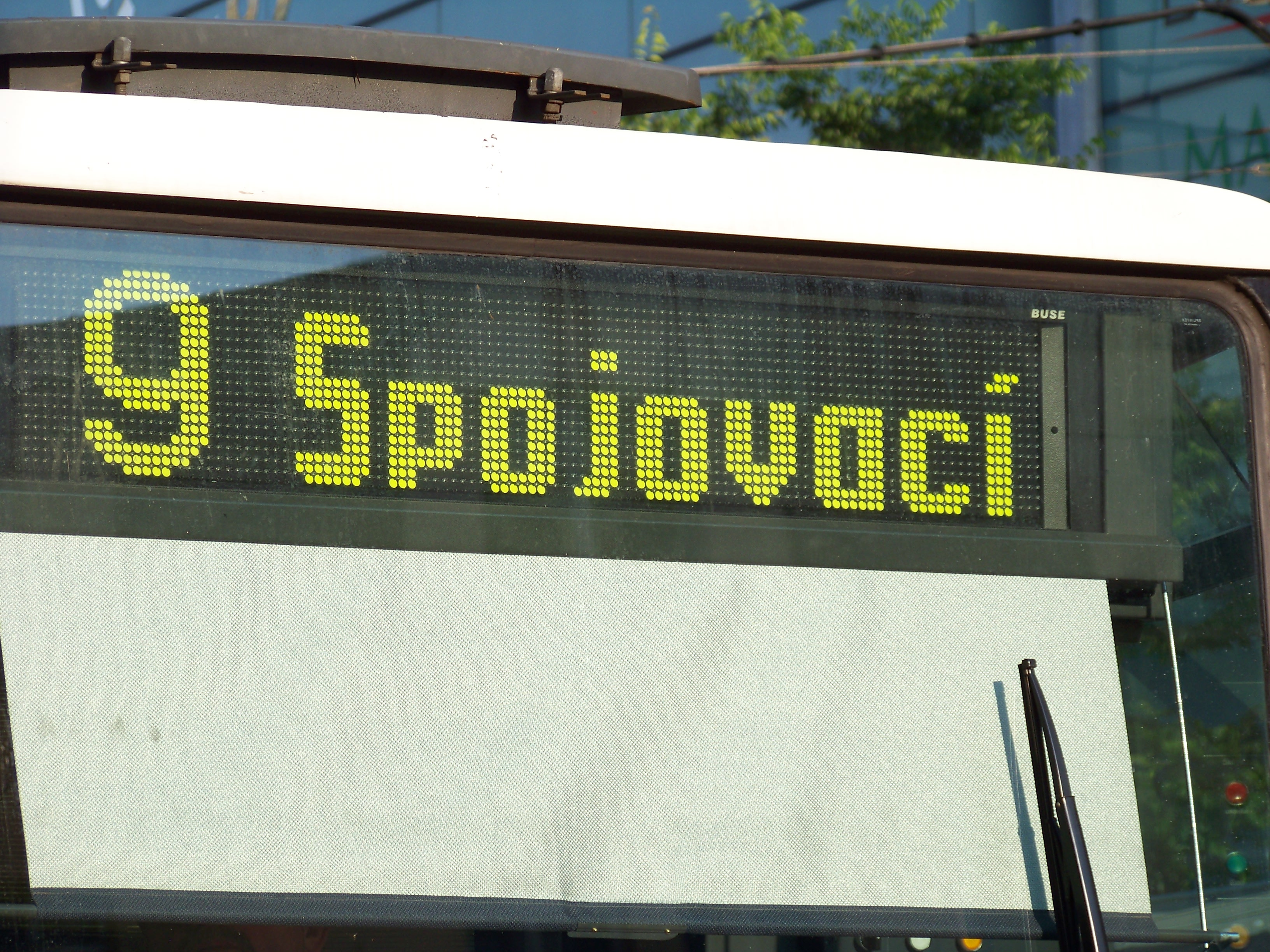
대중교통 차량의 행선지 및 노선 번호 표지판 (체코 프라하 트램)
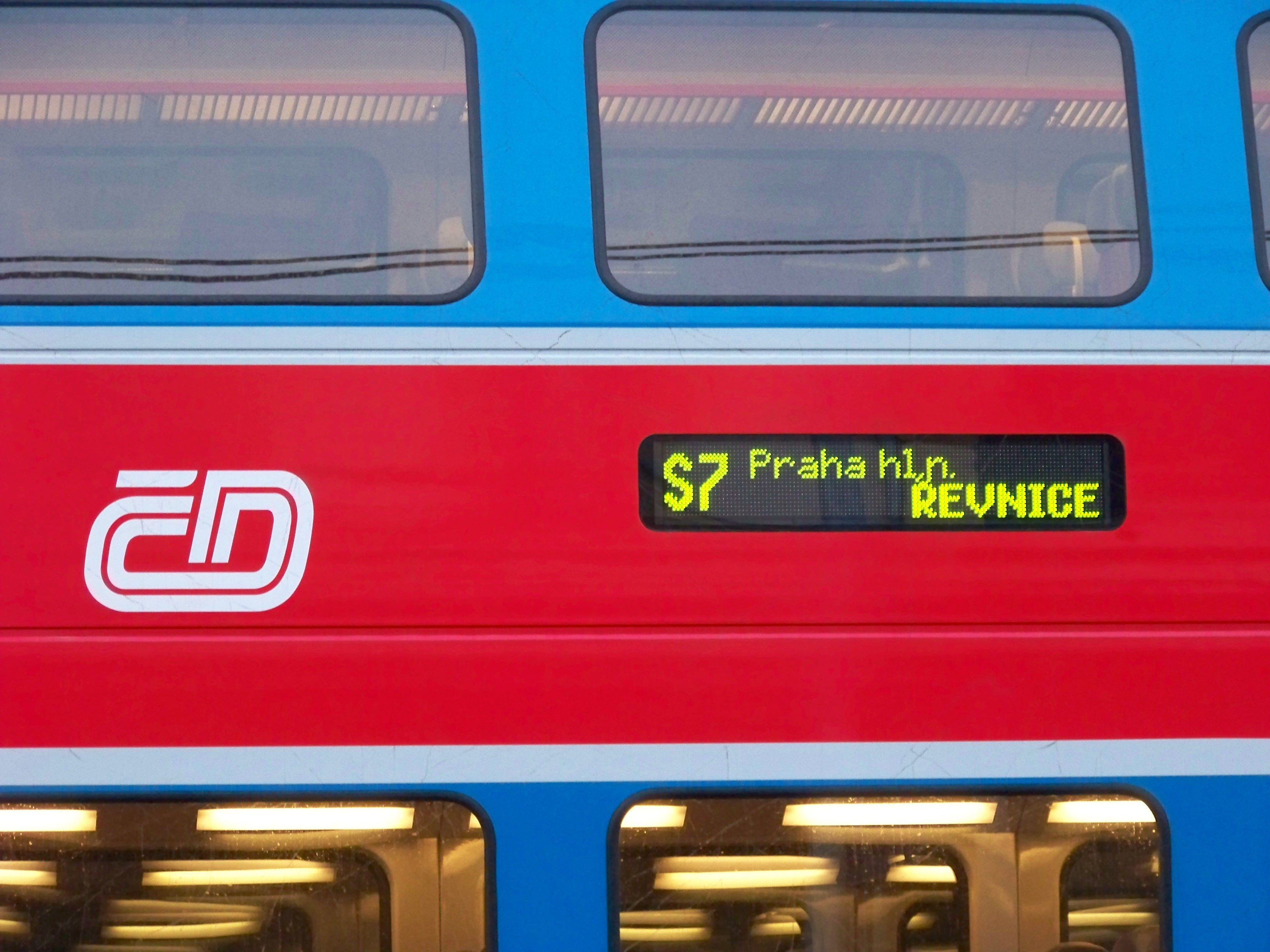
대중교통 차량의 행선지 및 노선 번호 표지판 (체코 프라하 교외 열차)
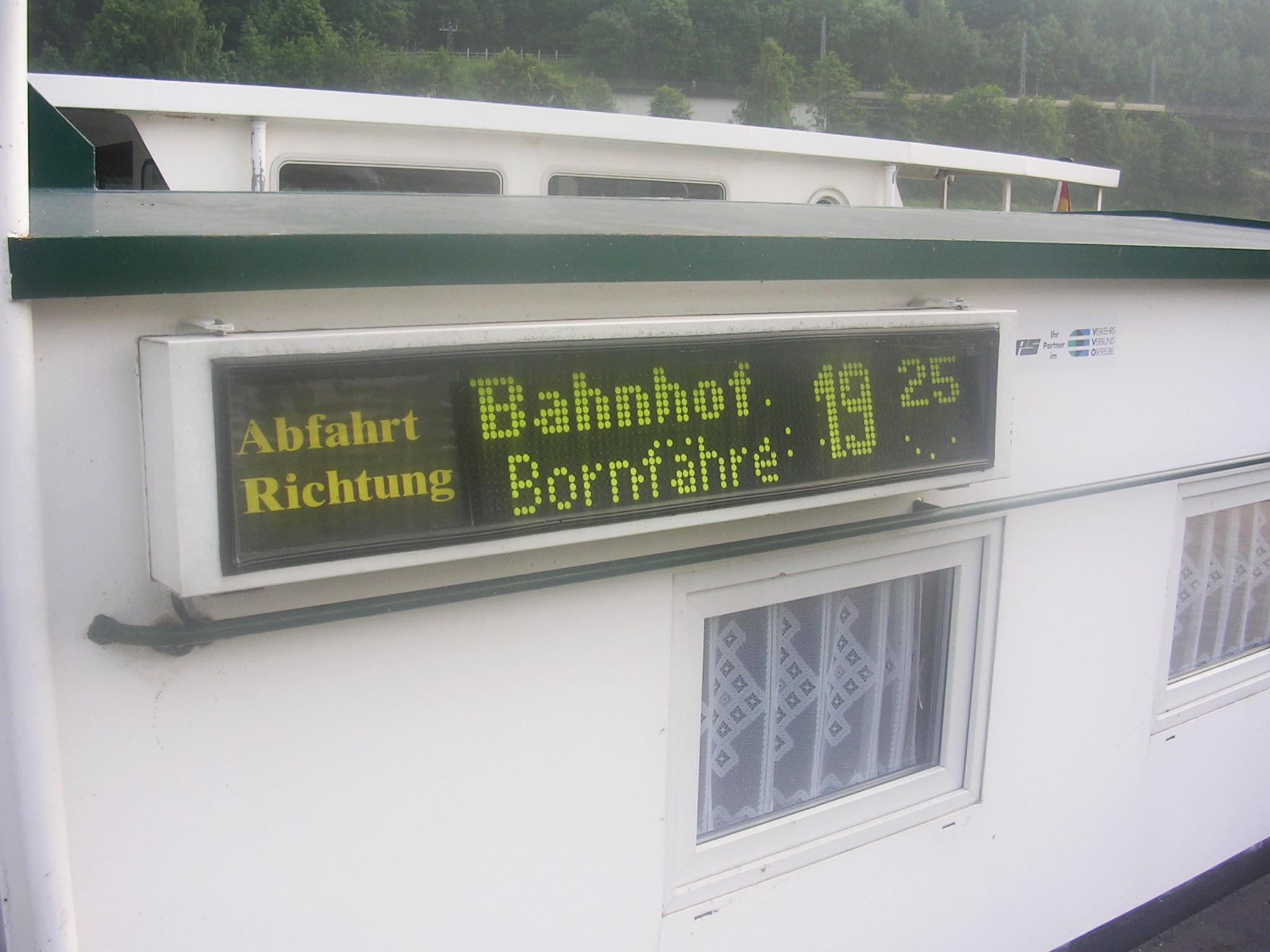
대중교통 역 및 터미널의 출발 안내판 (독일 바트 샨다우 엘베 페리)
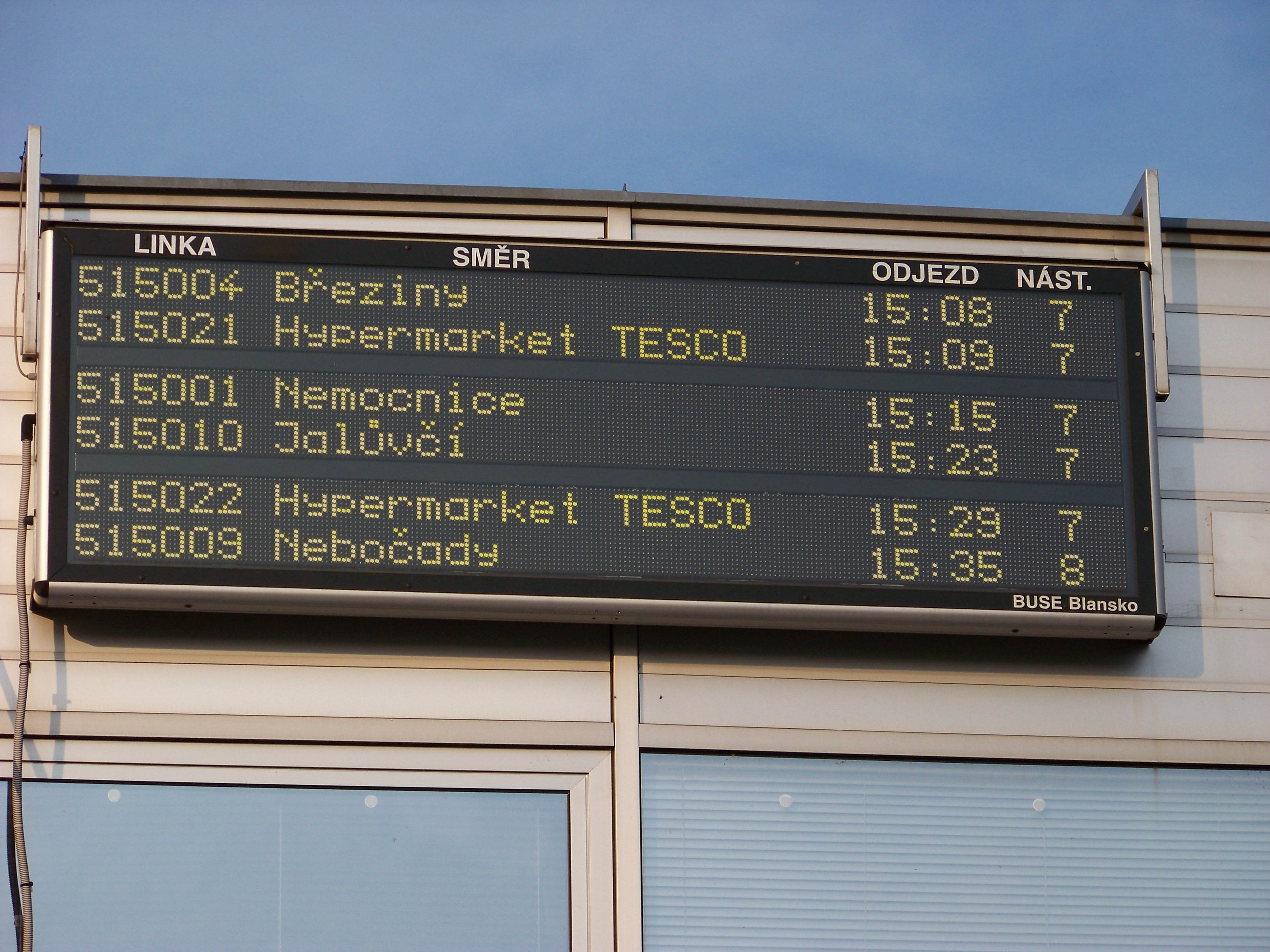
대중교통 역 및 터미널의 출발 안내판 (체코 데친 버스 터미널)
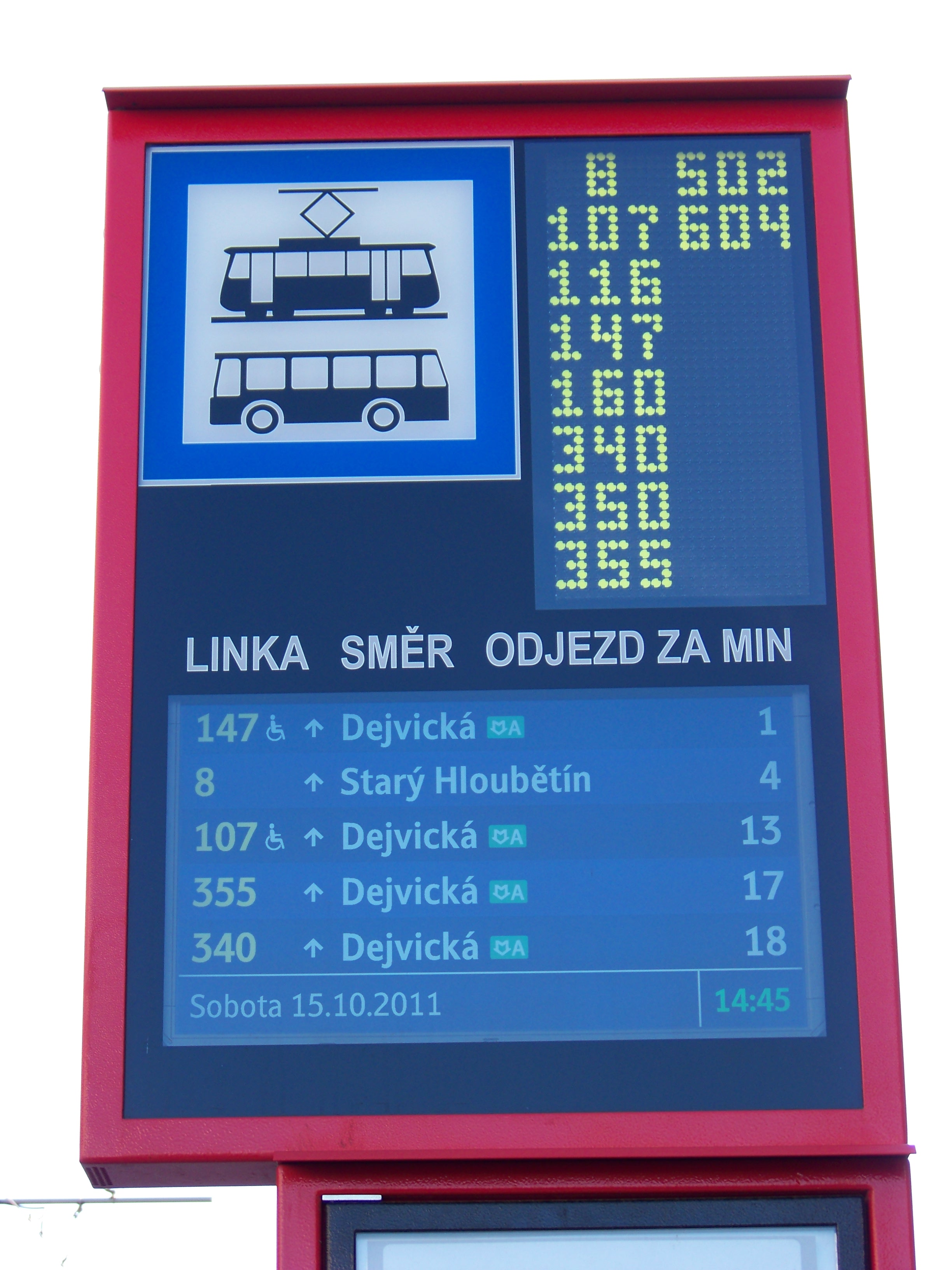
대중교통 정류장의 노선 표지판 (체코 프라하)
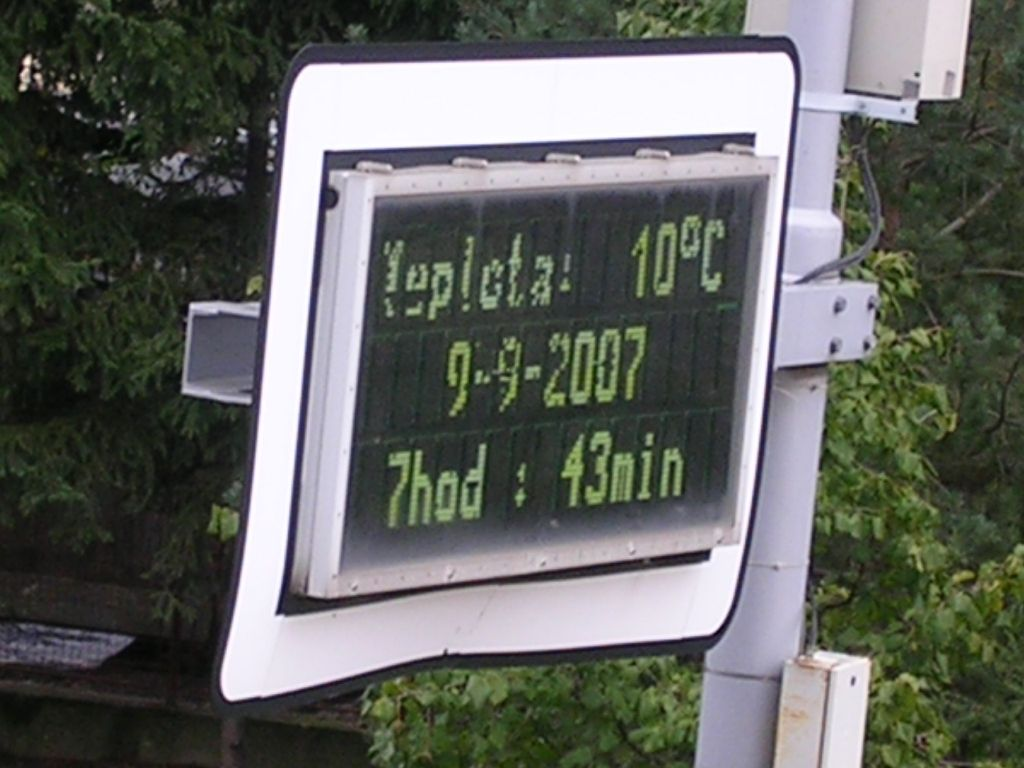
도로 교통 정보 (체코 프라하)
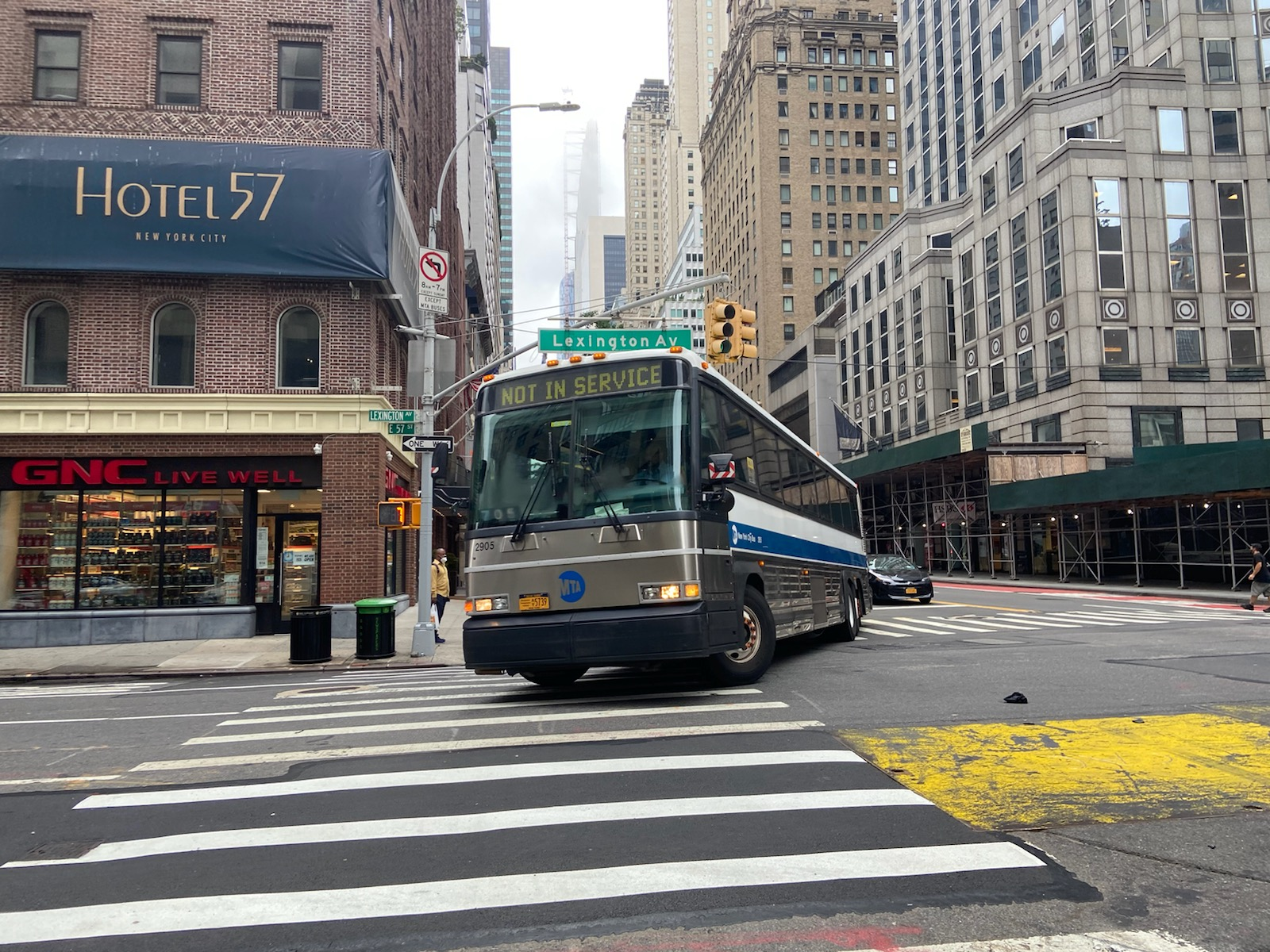
메트로폴리탄 트랜스포테이션 오소리티 (미국 뉴욕시)에서 운행하는 MCI D4500의 행선지 표지판

## 같이 보기
- 디지털 마이크로미러 장치
- 디스플레이 기술의 역사
- 베인 디스플레이, 유사한 메커니즘을 사용하지만 7세그먼트 표시 장치로 구성된 디스플레이